# Arne Bystøl
Arne Bystøl, né le 6 mai 1951 à Vossestrand, est un coureur norvégien du combiné nordique.

## Biographie
Il représente le club IL Eldar, à Voss.
Bystøl obtient une cinquième place aux Championnats du monde 1974 à Falun. La même année, il prend la troisième place sur le Festival de ski de Holmenkollen.
Aux Jeux olympiques d'hiver de 1976, à Innsbruck, il se classe 27e. Il prend sa retraite sportive peu après.
Il est l'oncle du sauteur à ski Lars Bystøl.

## Palmarès

### Jeux olympiques
| Épreuve / Édition | Innsbruck 1976 |
| Individuel        | 27e            |

### Championnats du monde
| Épreuve / Édition | Falun 1974 |
| Individuel        | 5e         |